# Ficus cyathistipuloides
Ficus cyathistipuloides là một loài thực vật có hoa trong họ Moraceae. Loài này được De Wild. mô tả khoa học đầu tiên năm 1913.